# Toni Childs
Pour les articles homonymes, voir Childs.
Toni Childs, née le 29 octobre 1957 à Orange, Californie, est une chanteuse américaine. Elle a participé au concert donné par Zucchero au Kremlin en 1989, en chantant en duo avec lui "Many rivers to cross" publié dans l'album live de Zucchero" Uykkepo - Live at the Kremlin 

## Discographie

### Albums
- Union (1988, A&M)
- House of Hope (1991, A&M)
- Woman's Boat (1994, Geffen)
- Keep The Faith  (2007)
- Citizen Of The Planet (2014)
- It's All A Beautiful Noise (2015)
- The Vault (2018) (compilation d’enregistrements inédits de 1997 à 2011)

### Compilations
- Ultimate Collection (2000, Hip-O/Universal)
- Toni Childs Greatest